# Diana Aisenberg
Diana Aisenberg es una artista visual, pintora y docente argentina. Vive y trabaja en Buenos Aires.

## Formación
En 1975 y 1976, cursó el magisterio en el Instituto de Enseñanza Superior Mariano Acosta, en Buenos Aires, y entre 1976 y 1978, el profesorado para Maestros de Artes en la Midrasha le morim le homaut, en Ramat Hasharon, Tel Aviv.
En 1982, se recibe como Bachelor of Fine Arts en la Bezalel Academy of Art and Desing, en Jerusalén.

## Obra
- MDA, apuntes para un aprendizaje del arte, (Tercera edición, Adriana Hidalgo Editora, Buenos Aires, 2017)
- Otro Cielo (Ficción, Argentina, 2008)
- Mi amigo José (video en formato página musical, 2005)
- Historias del arte, diccionario de certezas e intuiciones (Adriana Hidalgo Editora, 2004)